# Noa Lang
Noa Noëll Lang, född 17 juni 1999 i Capelle aan den IJssel, är en nederländsk fotbollsspelare som spelar för PSV Eindhoven och Nederländernas landslag. Han är känd inom fotbollsvärlden för sin kontroversiella personlighet.

## Landslagskarriär
Lang debuterade för Nederländernas landslag den 8 oktober 2021 i en 1–0-vinst över Lettland. I november 2022 blev Lang uttagen i Nederländernas trupp till VM 2022.

## Privatliv
Lang föddes i Nederländerna till en nederländsk mor och en surinamesisk far.

## Meriter
Jong Ajax
- Eerste Divisie: 2017/2018

Ajax
- Eredivisie: 2018/2019
- KNVB Cup: 2018/2019
- Johan Cruijff Schaal: 2019

Club Brugge
- Jupiler Pro League: 2020/2021, 2021/2022
- Belgiska supercupen: 2021, 2022

PSV Eindhoven
- Eredivisie: 2023/2024
- Johan Cruijff Schaal: 2023